# Matt Houston (zanger)
Matthieu Gore, ook bekend als Matt Houston, (Sainte-Anne (Guadeloupe), 30 september 1977) is een R&B-zanger en -producer.

## Levensloop
Houston ontdekte de muziek op zevenjarige leeftijd, op vijftienjarige leeftijd gaat hij in Parijs wonen en begon daar samen met een vriend een groepje. Later startte hij zijn solocarrière.
Zijn eerste album, Matt, dat hij naar zichzelf vernoemde, bevat de single Je tuerai le mâle en verscheen in juni 1999.
Het album R&B 2 Rue kwam uit in 2001 en werd een platina album met meer dan 580.000 verkochte exemplaren. Matt Houston won de Victoires de la musique in de categorie R&B. De single met dezelfde naam als het album verkocht 700.000 exemplaren.
In 2004 bracht hij een derde album uit, getiteld Chant de Bataille. Het werd een gouden album met meer dan 180.000 verkochte exemplaren. De zanger werkte met verschillende rappers samen bij de opnames van sommige nummers.

## Discografie

### Albums
- 1999 : Matt
- 2001 : R&B 2 Rue
- 2003 : Chant de bataille
- 2006 : Phoenix 2006
- 2010 : Houston vs Gore
- 2012 : Racines

### Singles
- 1999 : Je tuerai le mâle
- 2000 : 12/0013
- 2000 : Je croyais en toi
- 2001 : RnB 2 rue
- 2001 : Cendrillon du ghetto
- 2001 : Dans la peau d'un dealer
- 2002 : Hotel motel
- 2003 : Wicked
- 2003 : Miss
- 2005 : Chabine
- 2008 : Hello RnB! Papa est back
- 2010 : PlastiQ
- 2010 : Booty shake
- 2010 : Ou tu veux quand tu veux
- 2010/2011 : Cunnilingus
- 2010/2011 : Point G
- 2012 : Positif (feat. P-Square)

### Promotiesingles / niet-officieel
- 2005 : Shorty
- 2006 : Le test
- 2006 : Dance with me
- 2007 : Fuck this industry